# Joc de supervivència
Joc de supervivència (títol original: Surviving The Game) és una pel·lícula estatunidenca d'Ernest R. Dickerson, estrenada en sales l'any 1994. Ha estat doblada al català.

## Argument
Esdevingut Sense sostre després de l'incendi del seu pis que ha suposat la mort de la seva dona i del seu fill, Mason s'ha fet amic de Walter Cole, que li salva la vida. Aquest últim ofereix al sensesostre una feina com a guia d'alta muntanya per compte de Burns. Però Mason no triga a comprendre que servirà de presa humana a Burns, Cole i a d'altres, que arriben per practicar la caça de l'home. Mentre que els caçadors acorralen Mason, aquest no triga a defensar-se i a eliminar els esquivadors un a un per sobreviure.

## Repartiment
- Ice-T: Mason
- Rutger Hauer: Burns
- Charles S. Dutton: Walter Cole
- Gary Busey: Doc Hawkins
- F. Murray Abraham: Wolfe Sr.
- John C. McGinley: John Griffin
- William McNamara Damien Boisseau): Wolfe Jr.